# 鄭舜功
鄭舜功（？—？），中國明朝後期探險家，廣東廣州府新安縣（今廣東省深圳市）出身。

## 生平
生卒年不詳。嘉靖八年（1529年），跟随日本僧侣昌虎首座至京都，为畠山义宣辨别药物。嘉靖年間，中國沿岸受倭寇多次襲撃，当時多數倭寇是中國人，他們被朝廷取締後逃往日本五島列島的平戶島。为了应对危局，明朝廷推行了广开言路的政策，郑舜功以布衣的身份进京建言。當時浙江都督楊宜打算派遣使者到日本刺探實情，於是決定以鄭舜功為特使，前往日本。
嘉靖三十五年五月，鄭舜功帶著從事沈孟綱、胡福寧等人從廣東出發，東渡日本。經琉球國進入日本豐後國，受到当时九州大名大友宗麟的款待。翌年，鄭舜功吩咐沈孟剛、胡福寧等人跟隨日本船隻前往京都，謁見日本室町幕府第十三代將軍足利義輝。鄭舜功則留在豐後，勸諭大友義禁戢其所轄的六國倭寇。同時，鄭舜功還對當地倭寇的活動展開調查。嘉靖三十六年，回到寧波。
早在嘉靖三十五年二月，杨宜即因抗倭不利被罢官，由胡宗憲接任。而胡氏在嘉靖三十四年任浙江巡抚期间，也曾派遣蒋洲与陈可愿二人赴日宣谕。郑舜功回国后却受到胡宗宪的迫害，下狱七年。胡宗宪倒台，才得以获释出狱。晚年把自己經歷的日本實情寫成《日本一鑑》。